# Hippoglossus
Hippoglossus – rodzaj ryb z rodziny flądrowatych (Pleuronectidae).

## Klasyfikacja
Gatunki zaliczane do tego rodzaju:
- Hippoglossus hippoglossus – halibut atlantycki[3], halibut biały[4], kulbak biały[4], kulbak[5]
- Hippoglossus stenolepis – halibut pacyficzny[3]

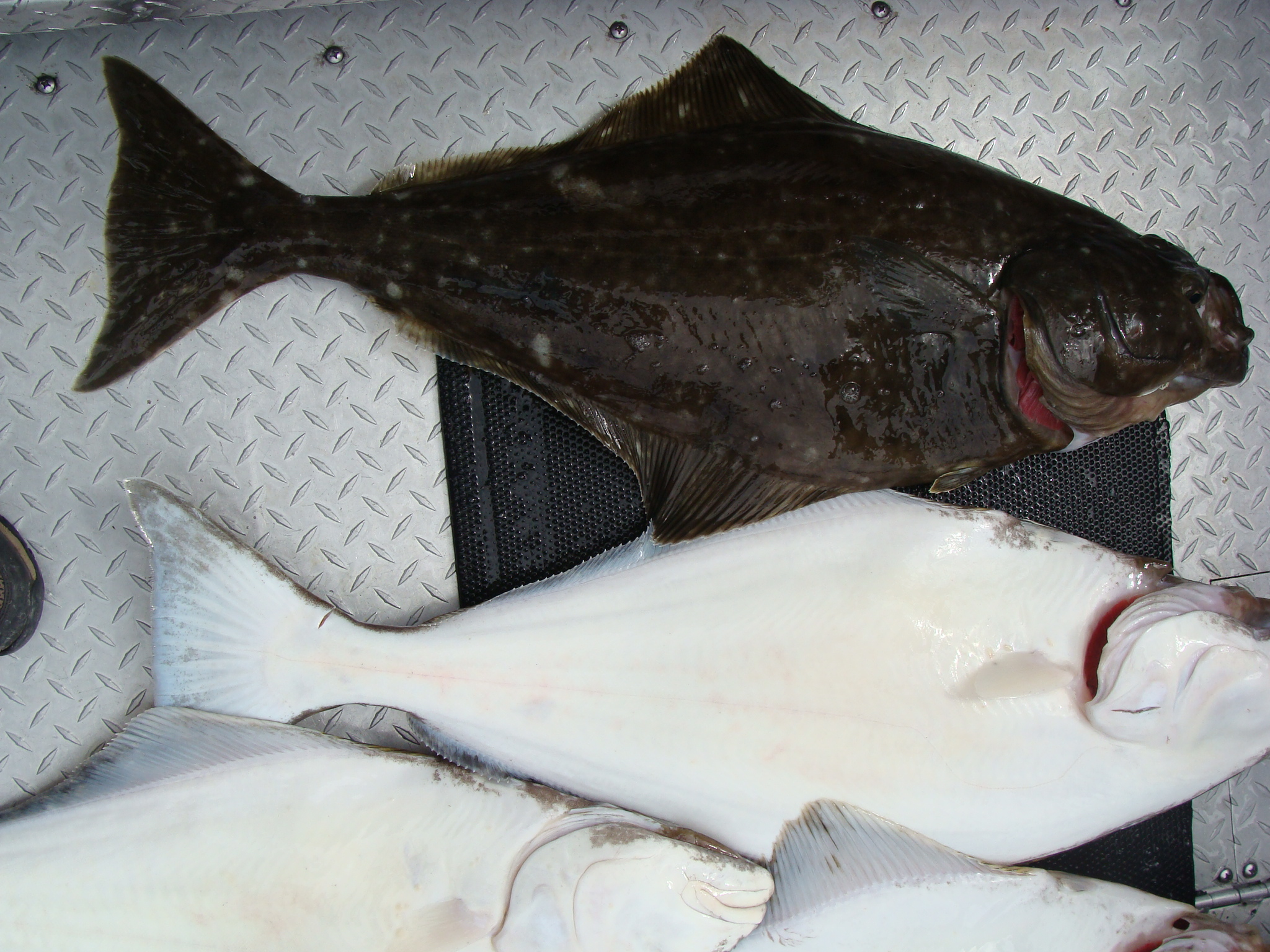
Hippoglossus stenolepis